# 슈퍼 사이즈 미

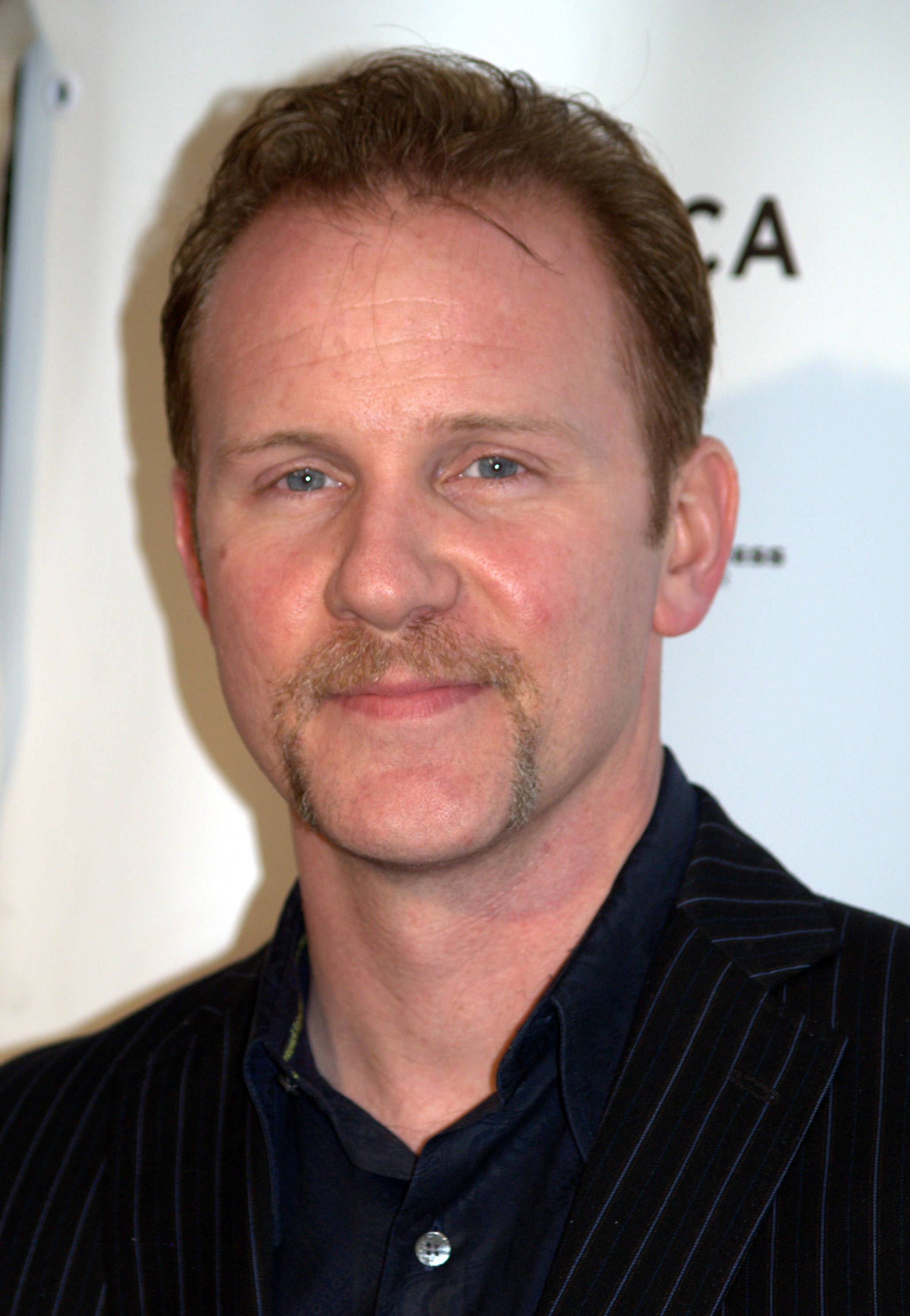

《슈퍼 사이즈 미》(영어: Super Size Me)는 2004년 미국의 독립 영화 제작자인 모건 스퍼록(Morgan Spurlock)이 제작, 연출, 각본, 주연을 맡은 다큐멘터리 영화이다.
이 영화는 2003년 2월, 30일 동안 감독 자신이 하루 세끼를 맥도날드의 패스트 푸드만 먹으면서 변해가는 자신의 몸을 관찰하는 내용을 담고 있다. 의사들이 스퍼록의 신체, 정신의 변화를 관찰하며 패스트 푸드의 악영향을 보여준다. 그가 정한 규칙들 중에는 점원이 슈퍼사이즈를 권할 경우 무조건 슈퍼사이즈 밀을 먹는 것도 있었는데, 이 경우 그가 섭취한 양은 하루 5,000 칼로리로 이는 9.26개의 빅맥을 먹는 것도 같았다.
2005년 2월, 슈퍼 사이즈 미는 교육용 DVD로 출시되었고, 고등학교 건강 수업에 교재로 채택되었다. MSNBC에서 한 시간 동안 방영하였다.
2003년 스퍼록 감독이 이 실험을 진행할 때, 그의 나이는 32살이었다. 그는 다양한 음식을 먹었으나, 여자친구 알렉산드라(Alexandra, 채식 전문 요리사, 현재는 이혼)가 차려주는 철저한 채식 위주의 식사를 했다. 그때 당시, 스퍼록은 키 188cm(6 피트 2 인치), 몸무게 84.1kg(185.5 lb)로 아주 건강했다. 실험이 시작되고 30일 후, 그는 몸무게가 11.1kg(24.5 lb) 증가했고, 몸집은 13% 증가했으며, 신체 나이는 23.2세에서 27세로 올라갔다. 또한 그는 우울증, 성기능 장애, 간 질환 등을 겪었다. 그는 증가한 몸무게를 다시 줄이는 데 14개월을 소요했다.
슈퍼 사이즈 미는 미국 사회 전역에 급격히 증가하는 비만에 일침을 가하기 위해 만들어졌다. 의사들이 "전염병"이라고 표현할 정도로 심각한 상황이었는데, 이 영화는 여러 소송이 일어나는 데 증거 자료로 쓰이기도 했다. 스퍼록은 비록 맥도날드가 소송에 지더라도, 비슷한 악영향을 끼치는 담배 회사의 소송 경우와 같을 것이라고 지적했다.
슈퍼 사이즈 미는 아카데미상 다큐멘터리 부분 후보에 올랐다.

## 출연

### 주연
- 모건 스펄록

### 조연
- 브리짓 베넷
- 닥터 리사 간주
- 돈 고스케
- 닥터 다릴 아이작
- 알렉산드라 제미슨
- 닥터 스티븐 시겔
- 에릭 라울리

## 같이 보기
- 패스트푸드의 제국